# Joel McKinnon Miller
Joel McKinnon Miller (Rockford, Minnesota, Verenigde Staten, 21 februari 1960) is een Amerikaans acteur. Hij is het bekendst van zijn rol als Don Embry in Big Love en als rechercheur Norm Scully in de komische televisieserie Brooklyn Nine-Nine.

## Filmografie
- Bibsys: 13018096
- Library of Congress Control Number: no2009006451
- Virtual International Authority File: 89149196256174790450
- WorldCat: E39PBJjd9x4jKtJpH9m4FbhCQq